# L'Obac (Erinyà)
L'Obac, és una obaga del terme municipal de Conca de Dalt, al Pallars Jussà, a l'antic terme de Toralla i Serradell, en el territori del poble d'Erinyà.
Està situada al sud d'Erinyà, a la dreta de la vall del riu de Serradell En certa manera, és la continuïtat cap a llevant de l'Obac d'Erinyà. Constitueix el vessant nord-oriental del Saviner, a prop i a ponent de la Costa.